# Lemma di Jordan
In matematica, il lemma di Jordan (dal nome del suo ideatore, il matematico francese Camille Jordan) è usato per la risoluzione di integrali impropri tramite il calcolo di particolari integrali di linea.

## Enunciato
Data una funzione {\displaystyle f(z)} continua su {\displaystyle \mathbb {C} }, sia {\displaystyle \gamma _{R}} un arco di circonferenza centrato nell'origine del piano di Gauss e raggio {\displaystyle R} la cui ascissa curvilinea si estenda tra {\displaystyle \theta _{1}} e {\displaystyle \theta _{2}}, tali che {\displaystyle 0\leq \theta _{1}<\theta _{2}\leq \pi }. Se
{\displaystyle \lim _{R\rightarrow +\infty }\,\max _{\theta \in [\theta _{1};\theta _{2}]}|f(Re^{i\theta })|=0,}
allora
{\displaystyle \lim _{R\rightarrow +\infty }\int _{\gamma _{R}}f(z)e^{i\omega z}dz=0,}
ove {\displaystyle \omega } è un qualunque numero reale positivo.

Si osservi che tale arco di circonferenza giace nel semipiano superiore del piano di Gauss. In effetti è sufficiente che {\displaystyle \gamma _{R}} sia omotopo ad un arco di circonferenza.

## Dimostrazione
Essendo per ipotesi
{\displaystyle \max _{z\in \gamma _{R}}\left|f(z)\right|=M_{R}\Rightarrow \lim _{R\rightarrow +\infty }M_{R}=0}
allora parametrizzando {\displaystyle \gamma _{R}(t)=Re^{it}}
{\displaystyle 0\leq \left|\int _{\gamma _{R}}f(z)e^{i\omega z}dz\right|\leq \int _{\theta _{1}}^{\theta _{2}}\left|f(Re^{it})e^{\omega iRe^{it}}iR\right|dt\leq R\int _{\theta _{1}}^{\theta _{2}}\left|f(Re^{it})\right|\cdot \left|e^{i\omega Re^{it}}\right|dt\leq M_{R}R\int _{\theta _{1}}^{\theta _{2}}\left|e^{i\omega Re^{it}}\right|dt}
in particolare
{\displaystyle \left|e^{i\omega Re^{it}}\right|=\left|e^{\omega Ri(\cos t+i\sin t)}\right|=\left|e^{\omega R(i\cos t-\sin t)}\right|\leq e^{-\omega R\sin t}}
quindi
{\displaystyle 0\leq \left|\int _{\gamma _{R}}f(z)e^{i\omega z}dz\right|\leq M_{R}R\int _{\theta _{1}}^{\theta _{2}}e^{-\omega R\sin t}dt\leq M_{R}R\int _{0}^{\pi }e^{-\omega R\sin t}dt=2M_{R}R\int _{0}^{\frac {\pi }{2}}e^{-\omega R\sin t}dt}
la funzione {\displaystyle g(t)=\sin t,\,t\in {\bigg [}0,{\frac {\pi }{2}}{\bigg ]}} è maggiorante della funzione {\displaystyle h(t)={\frac {2}{\pi }}t,\,t\in {\bigg [}0,{\frac {\pi }{2}}{\bigg ]}}
quindi
{\displaystyle 0\leq \left|\int _{\gamma _{R}}f(z)e^{i\omega z}dz\right|\leq 2M_{R}R\int _{0}^{\frac {\pi }{2}}e^{-\omega R{\frac {2}{\pi }}t}dt=-2M_{R}R\left[e^{-\omega R{\frac {2}{\pi }}t}\right]_{0}^{\frac {\pi }{2}}\cdot {\frac {\pi }{2\omega R}}=-{\frac {\pi }{\omega }}M_{R}\left(e^{-\omega R}-1\right)}
passando al limite per {\displaystyle R\rightarrow +\infty }
{\displaystyle 0\leq \lim _{R\rightarrow +\infty }\left|\int _{\gamma _{R}}f(z)e^{i\omega z}dz\right|\leq \lim _{R\rightarrow +\infty }-{\frac {\pi }{\omega }}M_{R}\left(e^{-\omega R}-1\right)=0}
ovvero l'asserto.

## Osservazioni

### Prima
Omettendo l'ipotesi che {\displaystyle \lim _{R\to +\infty }M_{R}=0} resta dimostrata la seguente stima
{\displaystyle {\bigg |}\int _{\gamma _{R}}f(z)e^{i\omega z}dz{\bigg |}\leq {\frac {\pi }{\omega }}M_{R}(1-e^{-\omega R})\leq {\frac {\pi }{\omega }}M_{R}}

### Seconda
L'ipotesi fondamentale del teorema è che l'ascissa curvilinea dell'arco di circonferenza vari nell'intervallo {\displaystyle \left[0,\pi \right]}.
Sembrerebbe essere escluso il caso con {\displaystyle \omega } negativo, invece, il lemma resta valido con l'ipotesi che l'ascissa curvilinea dell'arco di circonferenza vari nell'intervallo {\displaystyle \left[\pi ,2\pi \right]}.
La dimostrazione è analoga fino alla maggiorazione di {\displaystyle -\sin t} con {\displaystyle 1}, in quanto, per la periodicità della funzione seno si ottiene la maggiorazione
{\displaystyle 0\leq \left|\int _{\gamma _{R}}f(z)e^{i\omega z}dz\right|\leq M_{R}R\int _{\pi }^{2\pi }e^{-\omega R\sin t}dt=M_{R}R\int _{-\pi }^{0}e^{-\omega R\sin t}dt=2M_{R}R\int _{-{\frac {\pi }{2}}}^{0}e^{-\omega R\sin t}dt\leq 2M_{R}R\int _{-{\frac {\pi }{2}}}^{0}e^{\omega R}dt}
da cui la maggiorazione
{\displaystyle 0\leq \left|\int _{\gamma _{R}}f(z)e^{i\omega z}dz\right|\leq \pi e^{\omega R}M_{R}}

### Terza
In certi integrali risulta impossibile abbinare la curva nel semipiano positivo con esponenziale ad esponente positivo, o viceversa. Un trucco molto utilizzato è il seguente.
Per esempio si potrebbe avere un integrale del genere:
{\displaystyle \int _{\gamma _{R}}f(z)\,e^{-i\omega z}\,dz}
con una curva nel semipiano positivo. Si opera così dividendo l'integrale in tre parti
{\displaystyle \int _{\gamma _{R}}=\int _{\Gamma }-\int _{{\tilde {\gamma }}_{R}}}
ove su {\displaystyle \Gamma } si applica il teorema dei residui e tale curva è una circonferenza centrata nell'origine di raggio {\displaystyle R}.
Invece su {\displaystyle {\tilde {\gamma }}_{R}} si applica il lemma di Jordan, in quanto la curva è nel semipiano negativo con esponenziale ad esponente negativo, quindi l'integrale esteso a {\displaystyle {\tilde {\gamma }}_{R}} apporta un contributo nullo.

### Quarta
Insieme al lemma del cerchio grande ed al lemma del cerchio piccolo, si riesce a risolvere la tipologia di integrale aventi singolarità isolate, sia su tutto {\displaystyle \mathbb {R} } che su una curva chiusa e regolare omotopa ad un arco di circonferenza.